# Mikrogoniochilus
Mikrogoniochilus is een geslacht van uitgestorven weekdieren uit de klasse van de Gastropoda (slakken).

## Soort
- Mikrogoniochilus minutus Willmann, 1981 †